# ستيفن فرانك
ستيفن فرانك (بالإنجليزية: Steven Frank)‏ هو عالم أحياء تطوري أمريكي، ولد في 8 نوفمبر 1957.